# 振内交通
有限会社振内交通（ふれないこうつう）は、北海道沙流郡平取町に本社を置き観光バスとタクシー事業を行う企業。

## 概要
- 平取町に本社を置き、主にスクールバス・タクシーと地域公共交通をメインとして事業展開、2010年より貸切バス事業を開始。日本百名山最難関の幌尻岳を筆頭に道内各地への登山客輸送実績を持つ。

- 2015年に苫小牧営業所を開設し、新千歳空港をターゲットとするサービスを開始。ニセコを中心としてリゾート地への送迎にも力をいれていたが、2020年に苫小牧営業所は閉鎖された。

## 沿革
- 1970年 - 平取町に設立、タクシー事業を開始
- 2010年 - 貸切旅客自動車運送事業を開始
- 2015年 - 苫小牧営業所を開設
- 2019年 - 千歳営業所を開設
- 2020年 - 苫小牧営業所を閉鎖

## 事業所
- 本社
  - 北海道沙流郡平取町振内町27-22
- 千歳営業所
  - 北海道千歳市柏台1390-218

## 営業区域
通常は室蘭運輸支局管内、札幌市、千歳市、北広島市、恵庭市、江別市、岩見沢市、南幌町、夕張市、夕張郡、帯広市、勇払郡での発着が認められているが、貸切バス事業者安全性評価認定制度による優良事業者に限定した営業区域の弾力的な運用による特例で、2025年（令和7年）4月1日現在北海道全域となっている

## 車両・車体
- バスは鮮やかな黄色のバスで黒の模様と文字が入る、タクシーはジャンボ、アルファードなどがある。